# Fantasmi d'amore
Fantasmi d'amore è un romanzo di Paco Ignacio Taibo II con protagonista l'investigatore privato Héctor Belascoarán Shayne. 
Il libro è stato tradotto, oltre che in italiano, in neogreco tedesco, francese, e inglese.

## Trama
Héctor Belascoarán Shayne, un ingegnere messicano di origini basche ed irlandesi, indaga su due casi: l'omicidio di Angelo, lottatore, suo amico, e la morte di due giovani, un apparente omicidio/suicidio che non convince la conduttrice di un programma radiofonico che lo assume per indagare.
Perseguitato dal ricordo della sua fidanzata "la ragazza con la coda di cavallo" l'investigatore risolve i due casi, scoprendo che Angelo era stato ucciso da un collega che non gli aveva perdonato il comportamento con una ragazza mentre i due giovani erano stati uccisi da una gang che voleva eliminare una testimone di un giro di prostituzione minorile.

## Edizioni in Italiano
- Fantasmi d'amore, traduzione di Roberta Bovaia, Milano, Marco Tropea Editore, 2004, ISBN 88-438-0463-4.
- nella raccolta  Il taccuino di Héctor Belascoarán, traduzione di Roberta Bovaia, Il Saggiatore, 2012,  p. 260, ISBN 978-88-565-0330-2.